# Łubnice (gmina w województwie łódzkim)
Łubnice (do 1953 gmina Dzietrzkowice) – gmina wiejska w województwie łódzkim, w powiecie wieruszowskim. W latach 1975–1998 gmina położona była w województwie kaliskim.
Siedziba gminy to Łubnice.
Według danych z 30 czerwca 2004 gminę zamieszkiwało 4160 osób. Natomiast według danych z 31 grudnia 2019 gminę zamieszkiwało 4029 osób.

## O gminie
Gmina Łubnice jest gminą rolniczą. W strukturze zasiewów dominują zboża: żyto, pszenica, jęczmień, owies. W produkcji zwierzęcej znaczącą pozycję zajmuje chów trzody chlewnej. Gmina posiada biologiczno-mechaniczną oczyszczalnię ścieków o wydajności 500 m³. Od października 2006 98% mieszkańców gminy uzyskało możliwość podłączenia bezpośredniego do kanalizacji gminnej. Obecnie 70% mieszkańców jest podłączonych do kanalizacji. Gmina jest całkowicie zwodociągowana, posiada 4 stacje wodociągowe: Łubnice, Dzietrzkowice, Kolonia Dzietrzkowice i Wójcin.

## Zabytki
Do najważniejszych zabytków na terenie gminy należy kościół pod wezwaniem Wniebowzięcia Najświętszej Marii Panny w Łubnicach z XIV wieku. Kościół wraz z wyposażeniem wpisany jest do Centralnego Rejestru Zabytków.
Zabytkowe są również kościoły w Dzietrzkowicach i w Wójcinie oraz ich wyposażenie.

## Struktura powierzchni
Według danych z roku 2002 gmina Łubnice ma obszar 60,9 km², w tym:
- użytki rolne: 87%
- użytki leśne: 10%

Gmina stanowi 10,57% powierzchni powiatu.

## Demografia

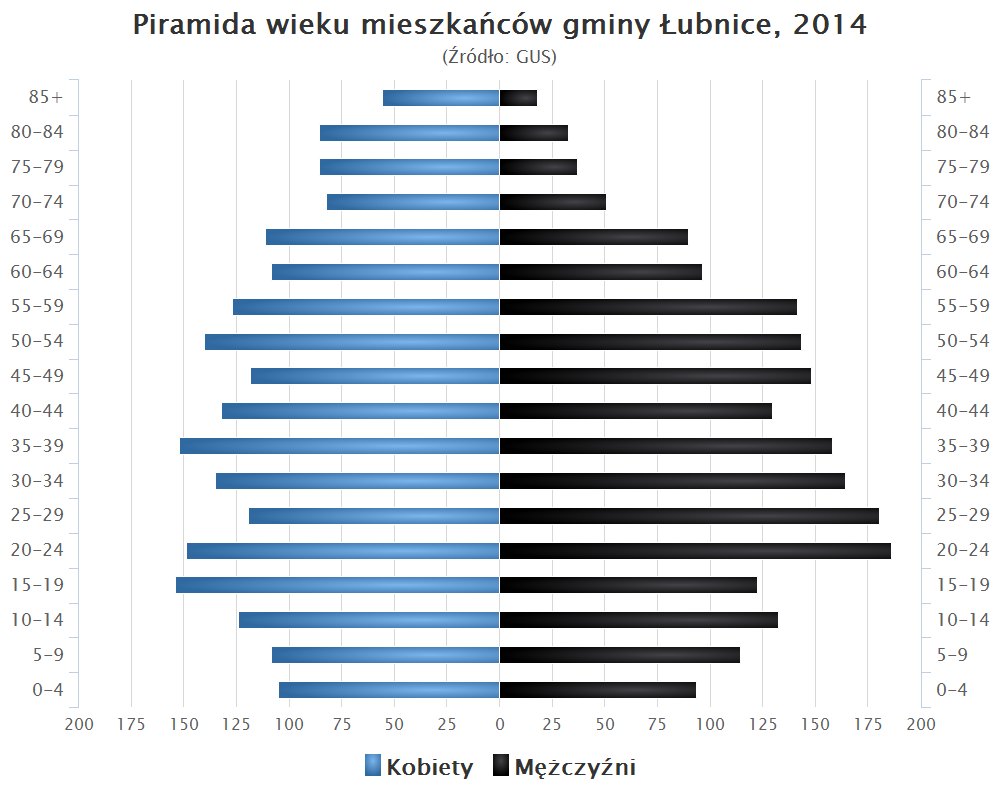
Piramida wieku mieszkańców gminy Łubnice w 2014 roku

Dane z 30 czerwca 2004:
| Opis                              | Ogółem | Ogółem | Kobiety | Kobiety | Mężczyźni | Mężczyźni |
| --------------------------------- | ------ | ------ | ------- | ------- | --------- | --------- |
| Jednostka                         | osób   | %      | osób    | %       | osób      | %         |
| Populacja                         | 4160   | 100    | 2085    | 50,1    | 2075      | 49,9      |
| Gęstość zaludnienia [mieszk./km²] | 68,3   | 68,3   | 34,2    | 34,2    | 34,1      | 34,1      |

## Sołectwa
Andrzejów, Dzietrzkowice, Kolonia Dzietrzkowice, Ludwinów, Łubnice, Wójcin.

## Miejscowości niesołeckie
Bezula, Brzozówka, Gielniówka, Jeziorko, Krupka, Makowszczyzna, Rzepisko, Węgielnica.

## Sąsiednie gminy
Biała, Bolesławiec, Byczyna, Czastary, Gorzów Śląski, Skomlin